# Batrachotomus
 Batrachotomus  (griech. „Lurchschlächter“) ist eine Gattung ausgestorbener Archosaurier aus dem Keuper (235 bis 228 mya), also etwa der Mitte der Trias. Die Fossilien der Typusart wurden bei Kupferzell in Baden-Württemberg gefunden.

## Merkmale

### Postkraniales Skelett

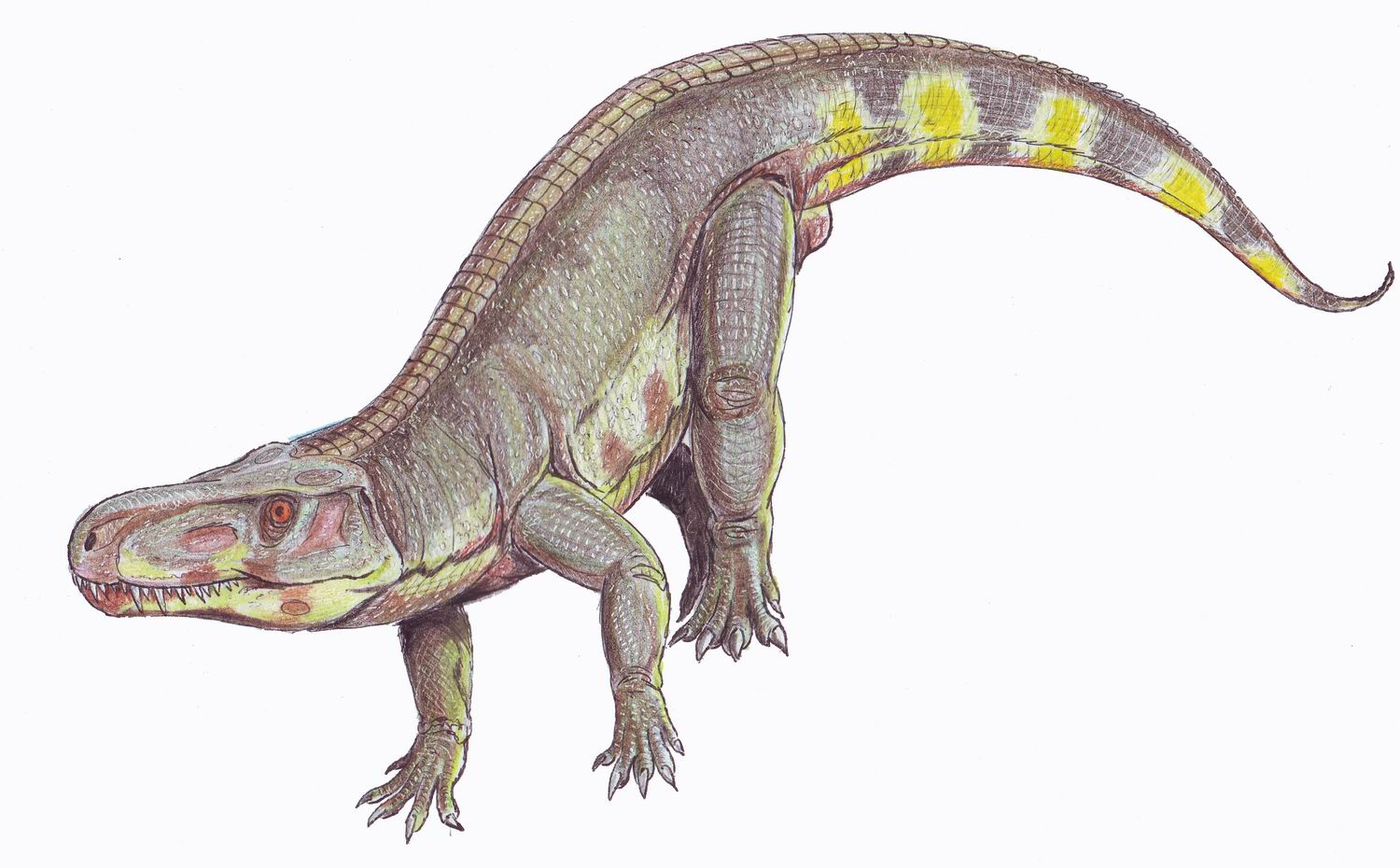
Lebendrekonstruktion von B. kupferzellensis

Batrachotomus war ein schwer gebauter, vierbeiniger Pseudosuchia (bzw. Crurotarsi) der Familie Prestosuchidae, welches eine Länge von fünf bis sechs Metern erreichen konnte. Auf seinem Rücken besaß er Panzerplatten (Osteoderme), die durch starke Muskeln mit den Wirbeln verbunden waren. So war das Tier in der Lage seine Wirbelsäule durchzubiegen und in einer galoppierenden Gangart hohe Geschwindigkeiten zu erreichen. Diese flachen Knochenplatten verliefen vom Nacken entlang der Wirbelsäule und wurden Richtung Schwanzende kleiner, wobei Osteoderme und Wirbel im Verhältnis 1:1 angeordnet waren. Es scheint, dass auch die Unterseite des Schwanzes sowie Bauch und Gliedmaßen ähnlich wie bei Ticinosuchus ferox mit Osteodermen besetzt waren.
Wie andere Rauisuchier hatte auch Batrachotomus eine aufrechte Haltung, das heißt, dass er seine Beine nahezu senkrecht unter dem Körper hielt, und nicht seitlich abgewinkelt wie etwa rezente Krokodile. Seine Extremitäten waren nicht gleich lang, die Vorderbeine erreichten lediglich rund 70 Prozent der Länge der Hinterbeine. Die Zehenknochen haben sich im Allgemeinen nur schlecht erhalten, der einzige gut erhaltene ist ein fünfter Mittelfußknochen (Metatarsal). Es wird vermutet, dass Batrachotomus an den Vorderfüßen vier und an den Hinterfüßen fünf Zehen besaß.

### Schädel und Zähne

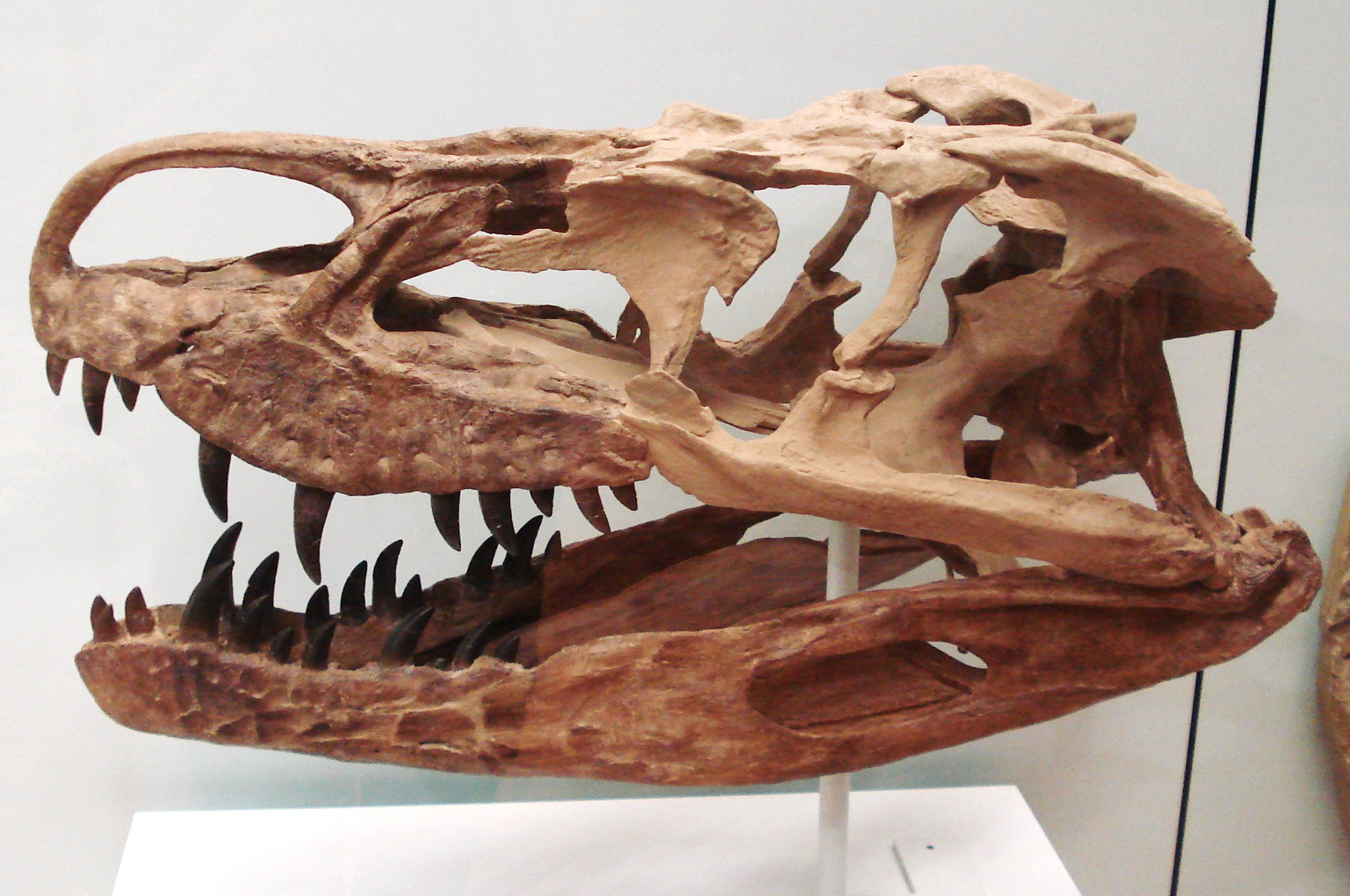
Schädel von B. kupferzellensis

Batrachotomus hatte einen hohen, schmalen, 40 bis 50 Zentimeter langen Schädel. Dieser hatte fünf Schädelfenster an jeder Seite, je eines für die Augen und je eines für die Nasenöffnungen. Hinter den knöchernen Augenhöhlen (Orbitae) befanden sich auf jeder Seite zwei Schläfenfenster (Fenestrae temporales). Diese sorgten womöglich für eine Gewichtsreduktion im Schädel und ermöglichten es, die Kiefer weiter zu öffnen. Als typischer Archosaurier hatte Batrachotomus einen triapsiden Schädel, er besaß also jeweils eine Öffnung (Fenestra antorbitalis = Antorbitalfenster) zwischen der Nasen- und Augenhöhle. Ein fünftes Paar kleiner Öffnungen lag im hinteren Teil des Unterkiefers (Fenestrae mandibulares = Mandibularfenster).
Die Kiefer besaßen schmale, scharfe Zähne in unterschiedlicher Größe und Form (Heterodontie). Die Zähne am Zwischenkieferbein (Prämaxillare) waren schmal, anders als jene im Oberkiefer (jenem Knochen im Oberkiefer, welcher die meisten Zähne trägt). Der Oberkiefer hatte 30 Zähne, wobei jedes Prämaxillare 4 und jedes Maxillare 11 Zähne trug. Der Unterkiefer besaß 22 Zähne.

## Lebensraum

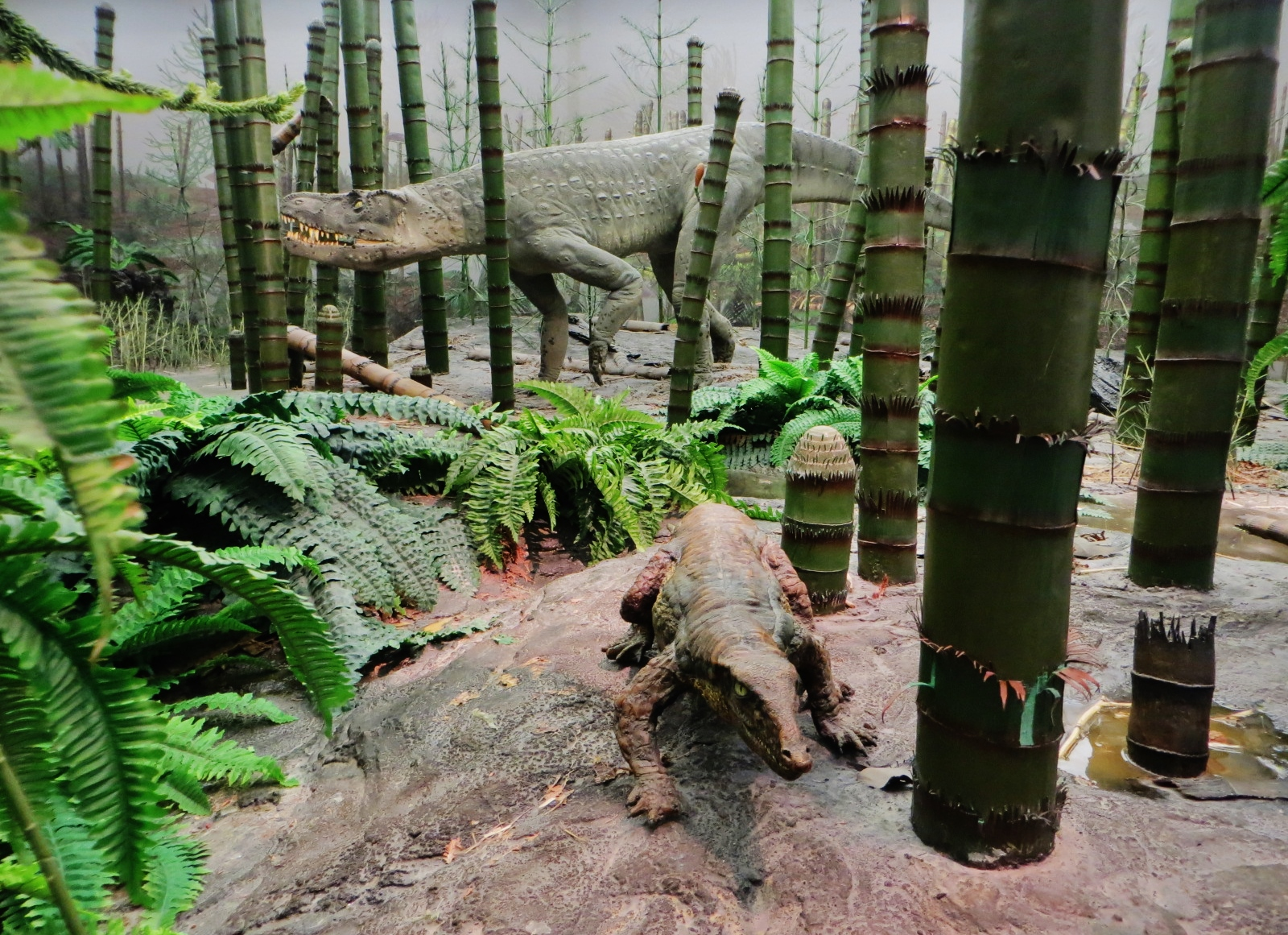
Lebensbild der „Keuperglades“, Batrachotomus im Hintergrund

Seit 1977 geben reiche Funde der Flora und Wirbeltierfauna von Kupferzell Einblick in die Umwelt des Unteren und frühen Mittleren Keupers in Baden-Württemberg und lassen auf eine sumpfige, flache Landschaft schließen („Keuperglades“, Analogie zu Everglades, einer vergleichbaren tropischen Landschaft in Florida), mit Inseln, die mit riesigen Schachtelhalmen wie Equisetites dicht bewachsen waren. Durch ein Ansteigen und Absinken des Wasserspiegels waren die Inseln immer wieder mit dem Festland verbunden, so dass ein ständiger Austausch von Flora und Fauna stattfinden konnte. Neben Batrachotomus fand man verschiedene Arten von Fischen, darunter einige urtümliche Strahlenflosser, am häufigsten kleine 10 bis 20 Zentimeter lange Ganoidschupper der Gattungen Serrolepis und Gyrolepis. Ebenso fand man temnospondyle Amphibien wie Trematolestes, der wohl wie ein heutiger Gavial Fische erbeutete, oder den flachen, bodenbewohnenden Gerrothorax, von dem man so viele Exemplare beieinander fand, dass man annimmt, dass sie den Boden der Sümpfe dicht gedrängt besiedelten. Die größte Amphibie, die den Lebensraum mit Batrachotomus teilte, war der sechs Meter lange Mastodonsaurus, ebenfalls ein großer im Wasser lebender Temnospondylier. An seinen Skeletten wurden Zahnspuren von Batrachotomus gefunden, der daher seinen Namen „Lurchschlächter“ bekam.